# ISO 22196
ISO 22196は、国際標準化機構 (ISO) が規定している国際規格のひとつで、プラスチックおよびその他の抗菌性能試験方法 (Measurement of antibacterial activity on plastics and other non-porous surfaces) における規格である。日本発の国際規格であり、2007年9月18日に国際規格として承認、同年10月15日に正式発行された。

## 歴史
1996年のO157集団食中毒事件などがきっかけで、1990年代後半には日本に「抗菌ブーム」が訪れた。それに伴い、抗菌剤が添加されていないまがいものや、抗菌剤による炎症など安全性に問題があるものなどが市場に氾濫したため、抗菌加工製品に関する健全な市場が形成されることが求められた。そして、1998年12月、抗菌加工製品についての基本的かつ共通的な事項をとりまとめた「抗菌加工製品ガイドライン」を通商産業省（現・経済産業省）が策定した。
2000年12月には抗菌加工製品について日本国家規格JIS Z 2801（繊維以外関係）が制定され、次いで2002年3月にはJIS L 1902（繊維関係）が制定された。そして、欧米やアジアにおいて抗菌剤や抗菌加工製品に対する関心が高まる中、抗菌加工技術で日本が競争力を強化するため、経済産業省はJIS Z 2801の国際標準化 (ISO策定) を2003年より目指した。そして、ほぼJIS Z 2801とは大きな修正が発生することなく 2007年9月18日に ISO 22196:2007 として国際規格として承認され、同年10月15日に正式発行された。
初版のISO 22196:2007 はプラスチック分野に限定されたものだったが、金属製品やセラミックス製品などに適用範囲が強化された改訂版の ISO 22196:2011 が2011年7月21日に発行された。

## 要約
ISO 22196:2011は、プラスチック製品など抗菌加工を施した製品（中間製品を含む）の抗菌性試験方法を規定する。抗菌加工が施されていない製品の微生物の働きを評価することを目的とはしておらず、それらはISO 846によって適用されているため、ISO 22196の適用範囲とは異なる。また、抗菌効果の副次的効果（生物劣化や防臭など）もこの規格には含めない。また、抗菌加工されたものであっても繊維製品は対象外で、それらは同じく日本発祥のISO 20743並びにISO 13629-1で規定されている。光触媒製品についても除外していて、それらはISO 27447で規定されている。
ISO 22196:2007の構成は以下の通り。
- 序文

1. 適用範囲
2. 引用規格
3. 用語および定義
4. 原料
  1. 試験に用いる細菌
  2. 薬品、材料、器具の仕様
5. 装置
6. 殺菌方法
  1. 乾熱殺菌
  2. 高圧蒸気殺菌
  3. ガラス製器具の準備
  4. 細菌の保存
7. 試験操作
  1. 試験菌の前培養
  2. 試験片の調製
  3. 試験菌液の調製
  4. 試験菌液の接種
  5. 試験菌液を接種した試験片の培養
  6. 接種した試験菌の洗い出し
  7. 寒天平板培養法による生菌数の測定
8. 試験結果
  1. 生菌数の計算
  2. 試験成立条件の判定
  3. 抗菌活性値の計算
  4. 抗菌効果
9. 再現性
10. 試験結果の記録